# 590 (numero)
Cinquecentonovanta (590) è il numero naturale dopo il 589 e prima del 591.

## Proprietà matematiche
- È un numero pari.
- È un numero composto con 8 divisori: 1, 2, 5, 10, 59, 118, 295, 590. Poiché la somma dei suoi divisori (escluso il numero stesso) è 490 < 590, è un numero difettivo.
- È un numero sfenico.
- È un numero pentagonale.
- È un numero nontotiente.
- È un numero congruente.
- È un numero intero privo di quadrati.
- È parte delle terne pitagoriche (354, 472, 590), (590, 1416, 1534), (590, 3456, 3506), (590, 17400, 17410), (590, 87024, 87026).

## Astronomia
- 590 Tomyris è un asteroide della fascia principale del sistema solare.
- NGC 590 è un galassia spirale della costellazione di Andromeda.

## Astronautica
- Cosmos 590 è un satellite artificiale russo.